# Macbridea
Macbridea es un género con dos especies de plantas fanerógamas perteneciente a la familia Lamiaceae.   Es originario del sudeste de los Estados Unidos.

## Taxonomía
El género fue descrito por  Elliott ex Nutt. y publicado en The Genera of North American Plants 2: 36. 1818.
Etimología
Macbrideina: nombre genérico que fue otorgado en honor del botánico estadounidense James Francis Macbride.

## Especies aceptadas
A continuación se brinda un listado de las especies del género Macbridea aceptadas hasta octubre de 2014, ordenadas alfabéticamente. Para cada una se indica el nombre binomial seguido del autor, abreviado según las convenciones y usos.
- Macbridea alba
- Macbridea caroliniana (Walter) S.F.Blake